# Pont Heppell
Le pont Heppell est un pont couvert ayant une structure en treillis de type Town élaboré traversant la rivière Matapédia au sud de Causapscal. Ce pont a été cité monument historique par la ville de Causapscal en 2009.

## Toponymie
Le nom du pont Heppell rappelle la mémoire de Ferdinand Heppell qui devint le premier maire de Causapscal en 1897. Il a fait partie des ouvriers qui ont construit le pont en 1909.

## Histoire
Lors de la crue de la rivière Matapédia, le pont Heppell a été frappé par plusieurs tronc d'arbre et a été endommagé. Il est probable que le pont soit fermer à la circulation au cours de l'été 2017 pour permettre sa réparation.